# Johannes Meyer (Politiker, 1801)
Johannes Meyer (* 9. Oktober 1801 in Itingen; † 13. Juli 1877 in Liestal) war ein Schweizer Politiker. 

## Leben
Nach einem Sprachaufenthalt im Welschlandjahr absolvierte Meyer eine kaufmännische Lehre in Basel; bis 1830 war er Kaufmann in Lyon. Im neu gegründeten Kanton Basel-Landschaft war er von 1832 bis 1854 Regierungsrat. Er hatte das Amt Finanzen inne und war viermal Präsident. Von 1835 bis 1836 war er Erziehungsrat und in den gleichen Jahren auch Tagsatzungsgesandter. Im Jahr 1838 sass er im Verfassungsrat. Er war ein Vertreter der Ordnungspartei und der sogenannten „Anti“, der Gegner der Demokratischen Bewegung. 
Im Jahr 1849 war er Mitgründer und bis 1872 erster Verwaltungsratspräsident der Basellandschaftlichen Hypothekenbank. Im Jahr 1853 war er Mitgründer und von 1853 bis 1869 Verwaltungsrat und Direktionsmitglied der Centralbahn-Gesellschaft und im Jahr 1854 Mitgründer der Basellandschaftlichen Zeitung.
Meyer war Freimaurer. Ab Anfang der 1840er Jahre war er rechtsseitig gelähmt.